# Nicole Aunapu Mann
Nicole Victoria Aunapu Mann (Petaluma, 27 juni 1977) is een Amerikaans testpiloot en ruimtevaarder. Zij werd in 2013 door NASA geselecteerd om te trainen als astronaut en ging in 2022 voor het eerst de ruimte in. 
Mann maakt deel uit van NASA Astronautengroep 21. Deze groep van acht astronauten begon hun training in 2013 en werden in juli 2015 astronaut. 
Aanvankelijk stond haar eerste ruimtevlucht, Starliner-testvlucht Boe-CFT gepland voor 2019. Door grote problemen in de laatste fase van de ontwikkeling van dit ruimteschip raakte deze vlucht steeds verder vertraagd. In oktober 2021 werd zij daarom omgeboekt naar SpaceX Crew-5 die op 5 oktober 2022 werd gelanceerd als onderdeel van ISS-Expeditie 68 en 69.
Mann is de eerste ruimtevaarder met een inheems-Amerikaanse achtergrond die de ruimte in gaat.